# Petina Gappah
Petina Gappah, née en 1971, est une juriste et une romancière zimbabwéenne, dressant un tableau à travers ses fictions de l'histoire sociale contemporaine de son pays. Elle écrit en anglais, mais elle s'appuie également sur le shona, sa première langue.

## Biographie
Petina Gappah est née en 1971 en Zambie, dans la province de Copperbelt. Elle grandit en Rhodésie, où ses parents retournent quand elle a neuf mois. Après l'Indépendance du pays devenu le Zimbabwe (1980), sa famille déménage dans une ancienne zone blanche de Salisbury (aujourd’hui la ville d'Harare), et elle est l'un des premiers élèves noirs dans une école primaire précédemment réservée à des enfants blancs. Elle commence à écrire à l'âge de 10 ou 11 ans, et sa première histoire publiée est dans le St. Dominic’s Secondary School magazine quand elle a 14 ans.
Elle obtient diplôme en droit à l'université du Zimbabwe, puis en 1995, se rend en Autriche pour faire un doctorat en droit du commerce international à l'université de Graz, combiné avec une maîtrise à l'université de Cambridge. Depuis 1998, elle est basée à Genève, rn en Suisse, où elle travaille en tant que juriste internationale.
Elle indique avoir commencé à écrire sérieusement en mai 2006. Son premier livre publié, An Elegy for Easterly, est un recueil de treize récits consacrés à son pays et aux idéalistes qui en conduisaient la révolution et ont instauré en définitive un pouvoir dictatorial, cessant, aussi, de considérer les femmes comme des égales. Les thèmes de ces nouvelles : la corruption, la concussion, le trafic d'influences, le sida (cette «grande maladie au nom court»), un vieux chef de l’État qui s’accroche à son siège, la perte de repère des exilés, etc. Aminatta Forna loue l'auteure de rendre compte de la réalité de la vie au Zimbabwe, ajoutant « Par l'humour et la compassion, elle dépeint cette caractéristique africaine par excellence : la capacité de rire de la vie, de peur de pleurer »,. Il est publié par Faber and Faber, en avril 2009, au Royaume-Uni, en juin 2009 aux États-Unis, et en 2010 en France (sous le titre Les racines déchirées : histoires),. Il remporte le Guardian First Book Award en 2009,. Pour autant, elle refuse d'être étiquetée par son éditeur comme « la voix du Zimbabwe ». Le roman est traduit en plusieurs langues, dont le Chinois, le néerlandais, le finnois, le français, le japonais, le néerlandais, le norvégien, le serbe et le suédois.
En 2010, elle s'installe à Harare pour trois ans afin de travailler sur son premier roman, The Book of Memory. Publié en 2015, c'est une fiction, où la narratrice est une femme albinos emprisonnée, pour un meurtre qu'elle  n'a pas commis, dans le couloir de la mort. À travers des petits détails, la romancière aborde les thèmes du destin et du libre arbitre, de l'amour et de la perte, de la collision entre la tradition et la modernité, et de l'impact de la politique sur les personnes,,,,. En France, la traduction de cet ouvrage échoue  de peu au prix Femina étranger en 2016 : il recueille quatre votes en phase finale, contre cinq pour Les Vies de papier de Rabih Alameddine.
Rotten Row, sorti en 2016, est le troisième livre de Gappah, et son deuxième recueil de nouvelles. Comme ses précédents ouvrages, il se déroule principalement au Zimbabwe, à l'époque contemporaine et en dresse un tableau un tant soit peu déconcertant. Les récits de Petina Gappah sont souvent consacrés à les événements tragiques,  mais l'écriture elle-même est optimiste, enthousiaste, quoique satirique. Rotten Row est initialement un lieu réel londonien : une piste qui traverse Hyde Park. En 1890, ce nom a été retenu pour une artère de la nouvelle capitale rhodésienne, Salisbury. Depuis, la Rhodésie s'est transformée en Zimbabwe et Salisbury est devenue Harare, mais Rotten Row existe toujours : cette avenue du centre d'Harare abrite les principaux tribunaux pénaux du pays (et croise, dans sa partie septentrionale, la Robert Mugabe Road). Chaque nouvelle, au sein de ce recueil, est liée, d'une manière ou d'une autre, au thème de la criminalité. 
Dans son roman Out of Darkness, Shining Light, publié en 2019, elle décrit le transport du corps de David Livingstone de l'Afrique centrale vers la côte maritime : plus précisément, du village de Chitambo, aujourd'hui en Zambie, à Bagamoyo, sur la côte orientale de l'Afrique, aujourd'hui en Tanzanie. Ce voyage de neuf mois, qui a coûté la vie à dix des 69 participants de cette expédition, est raconté du point de vue de la cuisinière Halima et d'un africain converti par les jésuites, Jacob Wainwright. L'auteure a travaillé sur le roman pendant plus de vingt ans et l'a achevé en 2017, alors qu'elle était en résidence au DAAD à Berlin. Ce livre est nommé pour un NAACP Image Award en 2020 dans la catégorie Outstanding Literary Work  et remporte le National Arts Merit Awards 2020 (prix du Zimbabwe).

## Principales publications
- An Elegy for Easterly, 2009
- The Book of Memory, 2015
- Rotten Row, 2016
- Out of Darkness, Shining Light, 2019

## Traductions en français
- Les racines déchirées : histoires, traduit de l'anglais par Anouk Neuhoff, : Plon, 2010.
- Le livre de Memory : roman, traduit de l'anglais par Pierre Guglielmina, JC Lattès, 2016.